# Długoszyn
Długoszyn (prononciation : [dwuˈɡɔʂɨn]) est un village polonais de la gmina de Sulęcin dans le powiat de Sulęcin de la voïvodie de Lubusz dans l'ouest de la Pologne.
Il se situe à environ 4 kilomètres au nord-ouest de Sulęcin (siège de la gmina et de le powiat), 33 kilomètres au nord-ouest de Gorzów Wielkopolski (capitale de la voïvodie) et 66 kilomètres au nord-ouest de Zielona Góra (siège de la diétine régionale).
Le village comptait approximativement une population de 450 habitants en 2009.

## Histoire
Le nom allemand du village était Langenfeld.
Après la Seconde Guerre mondiale, avec la mise en œuvre de la ligne Oder-Neisse, le village est intégré à la République populaire de Pologne. La population d'origine allemande est expulsée et remplacée par des polonais.
De 1975 à 1998, le village appartenait administrativement à la voïvodie de Gorzów.

Depuis 1999, il appartient administrativement à la voïvodie de Lubusz